# Thiruvattaru
Thiruvattaru è una suddivisione dell'India, classificata come town panchayat, di 18.404 abitanti, situata nel distretto di Kanyakumari, nello stato federato del Tamil Nadu. In base al numero di abitanti la città rientra nella classe IV (da 10.000 a 19.999 persone).

## Geografia fisica
La città è situata a 08° 20' 33 N e 77° 16' 57 E.

## Società

### Evoluzione demografica
Al censimento del 2001 la popolazione di Thiruvattaru assommava a 18.404 persone, delle quali 9.080 maschi e 9.324 femmine. I bambini di età inferiore o uguale ai sei anni assommavano a 1.886, dei quali 964 maschi e 922 femmine. Infine, coloro che erano in grado di saper almeno leggere e scrivere erano 14.100, dei quali 7.086 maschi e 7.014 femmine.